# Sosnowiec (stacja kolejowa)
Sosnowiec (ros. Сосновец, krl. Sosnovets) – stacja kolejowa w miejscowości Sosnowiec, w rejonie biełomorskim, w Karelii, w Rosji. Położona jest na linii Wołchow - Murmańsk.